# سمر یزبک
سمر یزبک (عربی: سمر يزبك؛ زادهٔ ۱۸ اوت ۱۹۷۰) نویسنده و روزنامه‌نگار اهل سوریه است.
او در ژانرهای مختلف اعم از داستان‌کوتاه، نمایش‌نامه، فیلم‌نامه و رمان سابقه نویسندگی دارد و برنده چند جایزه ادبی بین‌المللی برای کتابهایش شده است.